# Katica Ileš
Katica Ileš (* 30. März 1946 in Osijek, FVR Jugoslawien) ist eine ehemalige kroatische Handballspielerin, die dem Kader der jugoslawischen Nationalmannschaft angehörte.

## Karriere
Ileš begann das Handballspielen im Alter von 13 Jahren beim Verein Grafičar, der sich später in ŽRK Osijek umbenannte. Mit ŽRK Osijek gewann sie 1966, 1978 und 1981 den jugoslawischen Pokal sowie 1982 den Europapokal der Pokalsieger.
Ileš bestritt 201 Länderspiele für die jugoslawische Nationalmannschaft, in denen sie 348 Treffer erzielte. Mit der jugoslawischen Auswahl gewann die Kreisläuferin bei der Weltmeisterschaft 1971 in den Niederlanden die Silbermedaille, bei der Weltmeisterschaft 1973 in Jugoslawien die Goldmedaille, bei den Mittelmeerspielen 1979 in Jugoslawien die Goldmedaille und bei den Olympischen Spielen 1980 in Moskau die Silbermedaille. Sie führte ihre Nationalmannschaft sieben Jahre lang als Kapitänin auf das Spielfeld.
Ileš, die beruflich als Sportlehrerin tätig war, trainierte zwischen 1984 und 1998 Jugendmannschaften.